# Rachesa adusta
Rachesa adusta är en fjärilsart som beskrevs av Rothschild 1907. Rachesa adusta ingår i släktet Rachesa och familjen påfågelsspinnare. Inga underarter finns listade.